# 1454 en Angleterre
Chronologie de l'Angleterre
- 1450
- 1451
- 1452
- 1453
- 1454
- 1455
- 1456
- 1457
- 1458

Cette page concerne l'année 1454 du calendrier julien.

## Naissances en 1454
- Date inconnue :
  - Thomas Arundell, noble
  - Margaret Butler, noble
  - Henry Clifford, 10e baron de Clifford
  - Thomas Exmewe, lord-maire de Londres
  - George Grey, 2e comte de Kent

## Décès en 1454
- 22 mars : John Kemp, archevêque de Cantorbéry
- 4 juin : John Somerset, chancelier de l'Échiquier
- Date inconnue :
  - Thomas Attwood, prêtre et chapelain
  - William Babington, homme de loi
  - Gwladys ferch Dafydd Gam, noble
  - Nicholas Sturgeon, chanoine de Windsor
  - Robert Wingfield, propriétaire terrien